# Havkat
Havkatten (Anarhichas lupus) findes i det østlige Atlanterhav fra Frankrig til arktiske områder, ved Grønland og den nordøstlige kyst af Nordamerika, i danske farvande indtil den vestlige Østersø. Den går ned til cirka 400 meters dybde. Havkatten kan bedst lide en hård bund, gerne med muslinger. 
Havkatten spiser muslinger, krabber og snegle. De fleste af disse dyr er omgivet af en kraftig skal eller et hudskelet. Havkattens mund er fyldt med mange kraftige tænder, så den er i stand til at knuse meget tykke skaller. Den svømmer ved hjælp af sine kraftige finner, der sidder næsten oppe ved hovedet, og den ånder ved hjælp af gællerne ved siden af. Dens fjender er mennesket og forskellige hajer. Havkatte kan blive op til 125 centimeter og veje 20 kilogram.
Havkatten bliver solgt i forretningerne under navnet koteletfisk.